# Braian Ojeda
Braian Óscar Ojeda Rodríguez, född 27 juni 2000, är en paraguayansk fotbollsspelare som spelar för Real Salt Lake, på lån från Nottingham Forest. Han har även representerat Paraguays landslag.

## Klubbkarriär
Braian Ojeda föddes i Itauguá och spelade som ung i Club Olimpia. Han debuterade för A-laget i Primera División den 2 december 2018 i en 3–2-vinst över Club Sol de América. Ojeda spelade matchen från start, men blev utbytt i halvlek mot José Leguizamón. I säsongens sista match spelade han också från start.
I mars 2019 skrev Ojeda på ett nytt femårskontrakt med Club Olimpia. Under säsongen 2019 fick han dock ingen speltid och lånades därför den 10 juli 2019 ut till argentinska Defensa y Justicia. Ojeda användes endast sporadiskt under säsongen 2019/2020 och spelade totalt 10 ligamatcher för den argentinska klubben. Han spelade även två matcher i Copa Libertadores.
Efter att ha återvänt till Club Olimpia fick Ojeda mer speltid och spelade totalt 13 matcher för klubben under 2020. Den 21 februari 2021 gjorde han sitt första ligamål i en 3–0-vinst över Club Guaraní. Under säsongen 2021 spelade Ojeda totalt 22 matcher för Club Olimpia, varav nio matcher i Copa Libertadores.
Den 31 augusti 2021 värvades Ojeda av engelska EFL Championship-klubben Nottingham Forest, där han skrev på ett fyraårskontrakt. Den 4 augusti 2022 lånades Ojeda ut till Major League Soccer-klubben Real Salt Lake.

## Landslagskarriär
Ojeda spelade åtta matcher för Paraguays U17-landslag i Sydamerikanska U17-mästerskapet 2017 i Chile, då de kvalificerade sig för U17-VM i Indien. I U17-VM spelade han tre matcher; mot Mali, Nya Zeeland och USA. Ojeda spelade även en match för U18-landslaget under året.
I december 2018 blev Ojeda uttagen i Paraguays U20-trupp till Sydamerikanska U20-mästerskapet 2019. Han spelade tre matcher och gjorde ett mål i turneringen. I januari 2020 spelade Ojeda två matcher för U23-landslaget i Conmebols OS-kval.
Den 10 juni 2021 blev Ojeda uttagen i Paraguays trupp till Copa América 2021, trots att han inte tidigare hade spelat någon seniorlandskamp. Ojeda fick dock ingen speltid i turneringen där Paraguay blev utslagna i kvartsfinalen på straffar mot Peru. Ojeda debuterade den 2 september 2021 i en 2–0-förlust mot Ecuador i VM-kvalet, där han blev inbytt i den 65:e minuten mot Hugo Martínez.

## Meriter
Olimpia
- Primera División: Clausura 2018, 2020